# Найт, Маркос
Ма́ркос Ша́йдеррик Найт (англ. Marcos Shyderrick Knight; род. 24 сентября 1989, Даблин, США) — американский баскетболист, играющий на позиции разыгрывающего защитника.

## Карьера
Свою студенческую карьеру Найт провёл, играя за три команды, последняя из которых — команда университета Мидл Теннесси.
Свой первый профессиональный контакт подписал с клубом «Баунах Янг Пайкс». За команду провёл два сезона, отыграв в общей сложности 53 матча.
Сезон 2015/2016 начал в «МЛП Академикс Гейдельберг», но уже по ходу сезона перебрался в «Сайнс-Сити». Маркос помог команде по итогам игрового года повыситься в классе и подняться в высший дивизион Германии. Его средняя статистика составила 15 очков и 2,8 передачи.
В сезоне 2016/2017 Найт выделялся как лучший бомбардир клуба, набирая в среднем 18,1 очка за игру. В апреле 2017 года Маркос перешёл в «Сарагосу» до окончания сезона. Он провёл за команду 6 игр в чемпионате Испании.
В июле 2017 года стал игроком «Афьон Беледиеспора». Провёл в клубе полтора года, отыграв в общей сложности 38 матчей во внутренних чемпионатах.
В январе 2019 года подписал контракт с «Ризен Людвигсбургом». Вместе с командой стал вице-чемпионом Германии. В финальной части турнира Маркос был признан самым ценным игроком.
В июле 2020 года Найт присоединился к «Монако». В апреле 2021 года стал обладателем Еврокубка.
В ноябре 2021 года перешёл в АСВЕЛ, став заменой травмированного Дэвида Лайти. В составе команды Маркос стал чемпионом Франции, набирая в среднем за игру 9,2 очка и 2 передачи.
В июле 2022 года стал игроком «Самары». Провёл за команду 31 матч в Единой лиги ВТБ, набирая в среднем за игру 16,9 очка и 4,5 передачи.
В марте 2023 года подписал контракт с УНИКСом. По итогам сезона 2022/2023 Найт стал чемпионом Единой лиги ВТБ и чемпионом России.
В июне 2023 года Маркос продлил соглашение с УНИКСом.

## Достижения
- Обладатель Еврокубка: 2020/2021
- Чемпион Единой лиги ВТБ: 2022/2023
- Бронзовый призёр Единой лиги ВТБ: 2024/2025
- Серебряный призёр Суперкубка Единой лиги ВТБ: 2024
- Чемпион России: 2022/2023
- Чемпион Франции: 2021/2022
- Серебряный призёр чемпионата Германии: 2019/2020
- Бронзовый призёр чемпионата России: 2024/2025